# Адаму, Чуквубуике
Чуквубуике Адаму (нем. Chukwubuike Adamu; родился 6 июня 2001), также известный как Джуниор Адаму (англ. Junior Adamu) — австрийский футболист, нападающий немецкого клуба «Фрайбург» и сборной Австрии.

## Клубная карьера
Футбольную карьеру начал в австрийском клубе «Вакер», после чего играл за ГАК. В 2015 году стал игроком футбольной академии клуба «Ред Булл Зальцбург».
С 2018 года выступал за «Лиферинг», фарм-клуб «Зальцбурга». В сезоне 2019/20 забил за «Лиферинг» 14 мячей в 19 матчах Второй лиги Австрии.
9 сентября 2020 года дебютировал в основном составе «Зальцбурга» в матче Кубка Австрии против «Брегенца».
15 февраля 2021 года Адаму отправился в аренду в швейцарский клуб «Санкт-Галлен». 27 февраля 2021 года дебютировал за клуб в матче швейцарской Суперлиги против «Базеля».

## Карьера в сборной
Выступал за сборные Австрии до 18, до 19 лет и до 21 года.
12 ноября 2021 года дебютировал за главную сборную Австрии в матче против сборной Израиля.

## Личная жизнь
Адаму родился в Нигерии, но в 2004 году переехал с семьей в австрийский город Грац, где его отец устроился на работу.